# Kukhnja. Poslednjaja bitva
Kukhnja. Poslednjaja bitva (russisk: Кухня. Последняя битва) er en russisk spillefilm fra 2017 af Anton Fedotov.

## Medvirkende
- Dmitrij Nazarov som Viktor Barinov
- Dmitrij Nagijev som Dmitrij Nagijev
- Sergej Lavygin som Arsenij Tjuganin
- Mikhail Tarabukin som Fjodor Jurtjenko
- Anfisa Tjernykh som Anna